# Koca Mehmed Ragıp Paixà
Koca Mehmed Ragıp Paşaa (Istanbul 1699-1763) fou un gran visir i literat otomà.
Era fill d'un katib i va treballar a la cancelleria i després va passar al servei dels beglerbegis de Van, Arifi Ahmed Pasha i Hekim-zade Ali Pasha, tornant a Istanbul el 1728. El 1729 fou enviat al front de Bagdad com a suplent del rais efendi i després de la conquesta de la ciutat el 1733 en fou defterdar, però breument, retornant a Istanbul. El 1735 va acompanyar al serasker de Bagdad, Ahmed Pasha, amb un alt càrrec i va entrar en campanya el 1736. Va participar en les converses de pau de Nimirov. El 1744 fou nomenat governador d'Egipte i durant cinc anys va combatre a les faccions mameluques, fins al setembre de 1748 quan va haver de renunciar sota pressió dels begs. Va tornar a Istanbul i va obtenir un lloc al diwan. Després va estar un temps com a governador a Rakka i després a Alep.
El 3 de desembre de 1756 el gran visir Çorlulu Köse Bahir Mustafa Paşa fou destituït i Koca Mehmed Ragıp Paşa fou cridat per ocupar el càrrec, que va exercir des del 12 de gener de 1757. Va seguir una política de pau i va mantenir a l'Imperi fora de la Guerra dels Set Anys que va afectar Europa. Va servir dota dos sultans i es va casar amb la germana de Mustafà III, Saliha, amb el qual va adquirir el títol de damat. Va exercir les funcions fins a la seva mort el 8 d'abril de 1763. El va succeir Tevkii Hamza Hamid Pasha.
Va destacar com a literat traduint obres històriques perses i va escriure sobre diversos temes incloent poesies.

## Nota
1. ↑  13 de desembre segons l'Enciclopèdia de l'Islam